# One Cleveland Center
Das One Cleveland Center (auch Medical Mutual Building) ist ein 137 Meter hohes Bürogebäude im Zentrum von Cleveland, Ohio. Es ist das fünfthöchste Gebäude in Cleveland, wurde von Hugh Stubbins and Associates entworfen und zählt 31 Stockwerke. 1983 wurde das One Cleveland Center nach dreijähriger Bauzeit fertiggestellt. Es dient ausschließlich Bürozwecken.